# نورآباد (ملارد)
نورآباد (شهریار)، روستایی از توابع بخش ملارد شهرستان شهریار دهستان اخترآباد در استان تهران ایران است.

## جمعیت
این روستا در دهستان اخترآباد قرار دارد و براساس سرشماری مرکز آمار ایران در سال ۱۳۸۵، جمعیت آن ۳۳ نفر (۸خانوار) بوده‌است.